# Gianfranco Dalla Barba
Gianfranco Dalla Barba, född 11 juni 1957 i Padua i Veneto, död i november 2024, var en italiensk fäktare som ingick i de italienska lag som erövrade olympiskt guld 1984 i Los Angeles och OS-brons i herrarnas lagtävling i sabel i samband med de olympiska fäktningstävlingarna 1988 i Seoul.